# Haplocestra
Haplocestra là một chi bướm đêm thuộc họ Noctuidae.